# Alessia Ambrosi

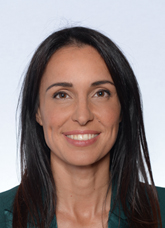
Alessia Ambrosi (2022)

Alessia Ambrosi (* 14. April 1982 in Negrar di Valpolicella) ist eine italienische Politikerin und Parlamentsabgeordnete der postfaschistischen Partei Fratelli d’Italia.

## Biografie
Alessia Ambrosi wurde in Negrar di Valpolicella in der Provinz Verona geboren und lebt mittlerweile in Madruzzo in der Provinz Trient. 
Sie absolvierte die Matura am Liceo Scientifico Primo Levi in San Pietro in Cariano und erlangte einen Master in Außenhandel an der Universität für Märkte und Finanzintermediäre. Sie war Angestellte der Gemeinde Sant’Ambrogio di Valpolicella und der Cassa Rurale Vallagarina mit Sitz in Ala.
Ambrosi ist geschieden und Mutter einer Tochter. 
Sie war zeitweise die Lebensgefährtin von Georg Dornauer (* 1983).

## Politische Karriere
Als langjähriges Mitglied der Lega Nord begann sie ihre politische Karriere mit der Kandidatur bei den Regionalwahlen in Trentino-Südtirol 2013 für die Provinz Trient, bei der sie nur 105 Stimmen erhielt und damit nicht gewählt wurde. In denselben Jahren gründete sie die Sektion „Valle dei Laghi“ der Lega Nord. Im Jahr 2015 kandidierte sie dann als Gemeinderatsmitglied in Ala, erhielt jedoch nur zehn Stimmen und konnte damit keinen Sitz erringen. Im folgenden Jahr kandidierte sie als Gemeinderatsmitglied in Madruzzo auf der Liste des Mitte-rechts-Kandidaten Cristano De Eccher, hatte aber mit 78 Stimmen erneut keinen Erfolg.
Bei den Regionalwahlen in Trentino-Südtirol 2018 erhielt sie mit 1312 Stimmen einen Sitz im Trentiner Landtag auf den Listen der Lega Salvini Trentino. 
2021 wechselte sie zu Fratelli d’Italia (FdI), da sie mit der Entscheidung der Lega, die Regierung von Mario Draghi zu unterstützen, nicht einverstanden war
Bei den Parlamentswahlen in Italien 2022 wurde sie als Spitzenkandidatin von FdI im Wahlkreis Trentino-Südtirol 01 in die Abgeordnetenkammer gewählt. 
Da sie nicht gleichzeitig das Amt einer Abgeordneten und eines Mitglieds des Trentiner Landtages ausüben kann, übergab sie ihren Sitz im Landtag an Bruna Dalpalù, die zuvor nicht gewählt wurde, aber auf der Lega-Liste stand und später ebenfalls zu FdI wechselte.
Ambrosi gehört in der 19. Legislaturperiode mehreren Parlamentsausschüssen an, die sich mit EU-Politik und Arbeitsbedingungen in Italien befassen.